# Micro-région de Tokaj
La micro-région de Tokaj (en hongrois : tokaji kistérség) est une micro-région statistique hongroise rassemblant plusieurs localités autour de Tokaj.